# Güntherska

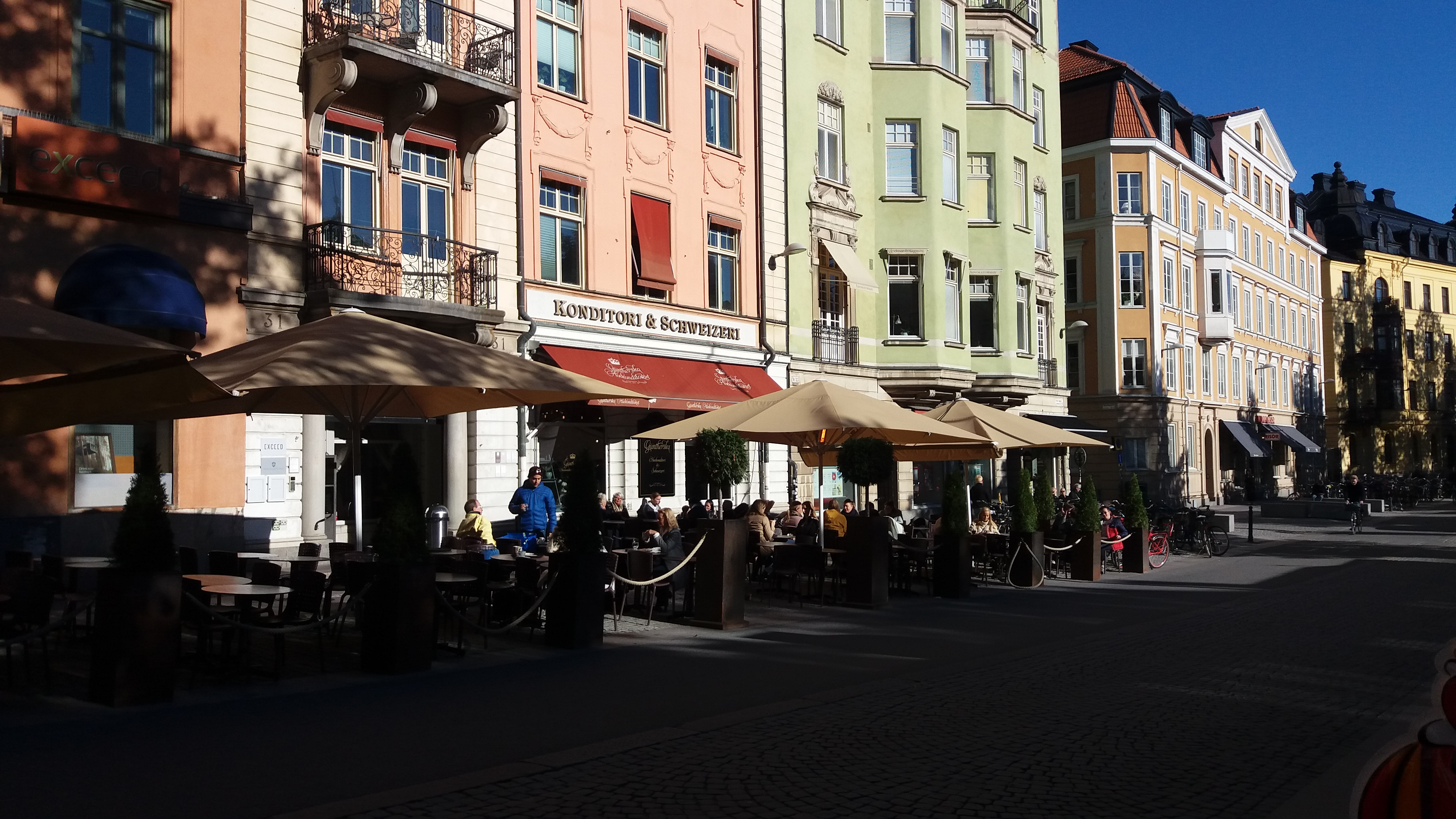
Güntherska från Östra Ågatan 2018.

Güntherska Hovkonditori & Schweizeri är ett kafé på Östra Ågatan 31 i Uppsala som drivs av medlemmar av familjen Landing. Ordet schweizeri är känt sedan 1830-talet och syftade ursprungligen på verksamheter drivna av invandrade schweizare, men är i övrigt mer eller mindre synonymt med de samtida begreppen konditori och kafé.
Enligt konditoriets sigill härleds verksamheten till anno 1870. Flera tidningsannonser angående karamellförsäljning köps i Upsala och Sala Tidning under 1873 liksom större annonser i december som bjuder in till "[sin] under flera år välkända tillverkning af alla sorters conditorivaror" på Kungsgatan 3. Alfred Andersson öppnade 1887 verksamhet under namnet Anderssons konditori och Damkafé på Vaksalagatan, verksamheten flyttade senare till Güntherskas dåvarande lokaler och familjen bytte namn från Andersson till Landing. Svenska Dagbladet har listat kaféet som Sveriges tredje äldsta om man räknar från och med 1887, vilket korrigerades till fjärde äldsta i en errata den 3 augusti samma år eftersom man hade glömt bland andra Ofvandahls. Kaféet skyltar med hovleverantörsintyg från Gustav V och Gustav VI Adolf. Sittplatser finns förutom inomhus både på framsidan mellan skyltfönstret och Östra Ågatan samt inglasade platser på kaféets innergård. Sortimentet innehåller olika bakverk, lunchrätter och under sommarhalvåret egentillverkad glass. Kaféet är 2020 ett av fyra Uppsalakaféer listade i White Guide; det är kategoriserat som Mästarklass.

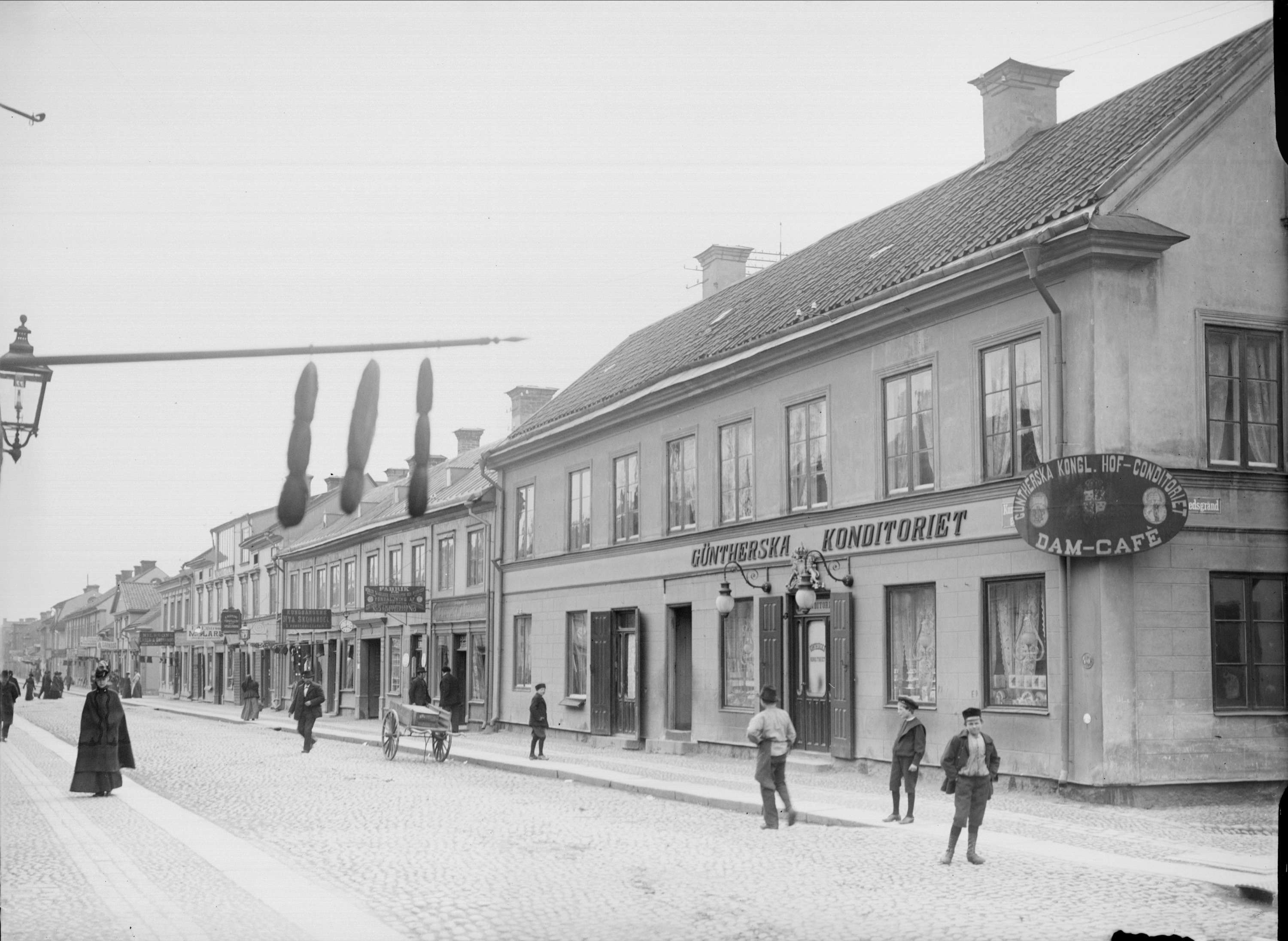
Güntherska 1901, på Kungsängsgatan vid Smedsgränd

Kaféet drevs 2015 av Claes Landing från fjärde generationen som i en intervju med Upsala Nya Tidning berättar att han växte upp i familjens lägenhet ovanpå kaféet och även hjälpte till på bageriet under uppväxten, men att han inte ville bli jämförd med tidigare generationer och lämnade därför först familjeföretaget för Funäsdalen. Även femte generationen Landing är involverade i verksamheten och man driver också surdegsbageriet Forsa hembageri. Företaget konsumerar ungefär 80 ton mjöl per år och uppgav i samband med fettisdagen 2017 att man bakat 6000 semlor och beräknade att man skulle baka upp till 2000 fler innan dagens slut. Güntherska blev utsett till Sveriges bästa konditori 2017 av White guide.